# Aires de Saldanha

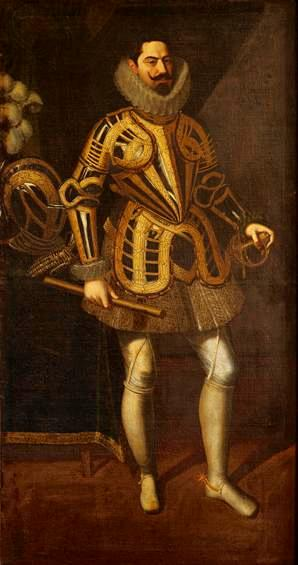
Aires de Saldanha

Aires de Saldanha (* 10. Mai 1542 in Santarém, Portugal; † 18. Juni 1605 auf See, auf dem Weg nach Terceira, Portugal) war ein portugiesischer Kolonialsoldat und  Vizekönig von Indien.

## Werdegang
Aires de Saldanha wurde 1542 in Santarém als Sohn des Seefahrers António de Saldanha geboren, eines Waffengefährten von Afonso de Albuquerque und Admiral des Roten Meeres und von Sofala. Mutter von Aires war Joana de Albuquerque. Die Familie bestand aus zwölf Kindern.
Von 1558 bis 1570 war Saldanha das erste Mal in den portugiesischen Besitzungen in Indien. Er nahm an der Expedition nach Jaffanapatnam teil, gehörte 1564 zu einer Hilfsmission in Kannur und wurde 1565 nach Daman entsendet, um der vom Großmogul belagerten Stadt zu helfen. Nach seiner Rückkehr heiratete er Joana de Albuquerque. Aus der Ehe sollten drei Kinder hervorgehen.
Wieder in Asien wurde Saldanha 1571 zum Kapitän von Solor und Timor und von 1576 bis 1579 Kapitän von Malakka ernannt, zu dessen Zuständigkeit unter anderem auch die Molukken gehörten. Hier ließ er das Fort von Tidore errichten, nachdem die Portugiesen 1575 von Ternate vertrieben worden waren. Nach seiner Rückkehr nach Portugal wurde er zum Gouverneur von Tanger ernannt, ein Amt, das er neun Jahre lang innehatte. Als aus Indien Nachrichten über eine schlechte Verwaltung kamen, wurde Saldanha am 21. Februar 1600 zum 17. Vizekönig von Indien und 34. Gouverneur von Indien ernannt und am 22. April wieder nach Asien geschickt. Am 28. Oktober erreichte er Cochin und die Kolonialhauptstadt Goa am Weihnachtstag.
Am 19. Mai 1605 übergab Saldanha sein Amt als Vizekönig an seinen Nachfolger Martim Afonso de Castro. Auf seiner Heimfahrt von Indien nach Portugal verstarb Saldanha wenige Tage vor der Ankunft auf der Azoreninsel Terceira und wurde zunächst in Angra do Heroísmo beigesetzt. Später wurde sein Leichnam nach Santarém überführt. Es ist aber nicht bekannt, in welcher der über 50 Kirchen der Stadt Saldanha er seine letzte Ruhe fand.